# روبرت موريس مونتجومري
روبرت موريس مونتجومري (بالإنجليزية: Robert Morris Montgomery)‏ هو قاضي ومحامي أمريكي، ولد في 12 مايو 1849، وتوفي في 27 يونيو 1920 في إيتون رابيدز في الولايات المتحدة.